# Championnat du Yémen de football 2021
Navigation
Saison précédente Saison suivante
La saison 2021 du Championnat du Yémen de football est la vingt-cinquième édition de la première division au Yémen.
Après la guerre civile, aucun championnat n'a lieu entre 2015 et 2019. Fin 2019 un tournoi est organisé avec 34 clubs du pays pour remettre un championnat en route. En 2021, la fédération veut organiser un nouveau championnat avec les derniers participants de la saison 2014-2015. Les trois clubs d'Aden déclarent forfait, le championnat se dispute avec onze clubs, répartis dans deux groupes. Les deux premiers de groupe se rencontrent dans un tournoi final pour déterminer le champion.

## Les clubs participants
| - Al-Sha'ab Ibb - Shabab al-Jeel - Al Shula Aden - forfait - Al Ittihad Ibb - Al-Tilal SC - forfait - Al Hilal Hudaydah - Al Yarmuk al-Rawda | - Al Wahda Aden - forfait - Al Oruba Zabid - Al Sha'ab Hadramaut - Al-Fahman Abyan - Al Wehda Club Sanaa - Al Ahli Sanaa - Al Saqr Ta'izz |

## Compétition
Le barème de points servant à établir le classement se décompose ainsi :
- Victoire : 3 points
- Match nul : 1 point
- Défaite : 0 point

### Classement Groupe A
| Rang | Équipe                | Pts | J  | G | N | P | Bp | Bc | Diff |
| ---- | --------------------- | --- | -- | - | - | - | -- | -- | ---- |
| 1    | Al Wehda Club Sanaa   | 20  | 10 | 6 | 2 | 2 | 14 | 8  | +6   |
| 2    | Al-Fahman Abyan       | 15  | 10 | 4 | 3 | 3 | 16 | 12 | +4   |
| 3    | Al Sha'ab Hadramaut T | 15  | 10 | 3 | 6 | 1 | 8  | 5  | +3   |
| 4    | Al Oruba Zabid        | 12  | 10 | 3 | 3 | 4 | 13 | 15 | -2   |
| 5    | Al Ittihad Ibb        | 11  | 10 | 2 | 5 | 3 | 8  | 10 | -2   |
| 6    | Shabab al-Jeel        | 5   | 10 | 0 | 5 | 5 | 7  | 16 | -9   |
| 7    | Al-Tilal SC           | 0   | 0  | 0 | 0 | 0 | 0  | 0  | 0    |

|  | Qualification pour le tour final            |
|  | Barrage de relégation                       |
|  | T : Tenant du titre P : Promu de Division 1 |

### Classement Groupe B
| Rang | Équipe             | Pts | J | G | N | P | Bp | Bc | Diff |
| ---- | ------------------ | --- | - | - | - | - | -- | -- | ---- |
| 1    | Al Ahli Sanaa      | 16  | 8 | 5 | 1 | 2 | 10 | 4  | +6   |
| 2    | Al Saqr Ta'izz     | 11  | 8 | 3 | 2 | 3 | 8  | 8  | 0    |
| 3    | Al Hilal Hudaydah  | 11  | 8 | 3 | 2 | 3 | 8  | 9  | -1   |
| 4    | Al Yarmuk al-Rawda | 9   | 8 | 2 | 3 | 3 | 8  | 12 | -4   |
| 5    | Al-Sha'ab Ibb      | 8   | 8 | 2 | 2 | 4 | 8  | 9  | -1   |
| 6    | Al Shula Aden      | 0   | 0 | 0 | 0 | 0 | 0  | 0  | 0    |
| 7    | Al Wahda Aden      | 0   | 0 | 0 | 0 | 0 | 0  | 0  | 0    |

|  | Qualification pour le tour final            |
|  | Barrage de relégation                       |
|  | T : Tenant du titre P : Promu de Division 1 |

Dans le match de relégation Shabab al-Jeel et Al-Sha'ab Ibb font match nul 2 à 2, Al-Sha'ab Ibb gagne 4 à 2 aux tirs au but et se maintient en première division.

### Tour final
|  | Demi-finales        | Demi-finales     |                     |       | Finale           | Finale           |
|  | Demi-finales        | Demi-finales     |                     |       | Finale           | Finale           |
|  |                     |                  |                     |       |                  |                  |
|  | 12 novembre 2021    | 12 novembre 2021 |                     |       | 17 novembre 2021 | 17 novembre 2021 |
|  | 12 novembre 2021    | 12 novembre 2021 |                     |       | 17 novembre 2021 | 17 novembre 2021 |
|  | Al Wehda Club Sanaa | 4                |                     |       | 17 novembre 2021 | 17 novembre 2021 |
|  | Al Wehda Club Sanaa | 4                |                     |       | 17 novembre 2021 | 17 novembre 2021 |
|  | Al Saqr Ta'izz      | 0                |                     |       | 17 novembre 2021 | 17 novembre 2021 |
|  | Al Saqr Ta'izz      | 0                | Al Wehda Club Sanaa | 0 (2) |                  |                  |
|  | 13 novembre 2021    |                  | Al Wehda Club Sanaa | 0 (2) |                  |                  |
|  |                     | Al-Fahman Abyan  | 0 (4)               |       |                  |                  |
|  | Al-Fahman Abyan     | Al-Fahman Abyan  | 0 (4)               | 1 (5) |                  |                  |
|  | Al-Fahman Abyan     |                  |                     | 1 (5) |                  |                  |
|  | Al Ahli Sanaa       | 1 (4)            |                     |       |                  |                  |
|  | Al Ahli Sanaa       | 1 (4)            |                     |       |                  |                  |

## Bilan de la saison
| Championnat du Yémen de football 2021 |                             |
| Champion                              | Al-Fahman Abyan (1er titre) |
| Coupes et trophées                    |                             |
| Vainqueur de la Coupe du Yémen 2021   | Non disputée                |
| Qualifications continentales          |                             |
| Promotions et relégations             |                             |
| Promus en Yemeni League               |                             |
| Relégués en Division 1                | Shabab al-Jeel              |